# Лалла-Рук

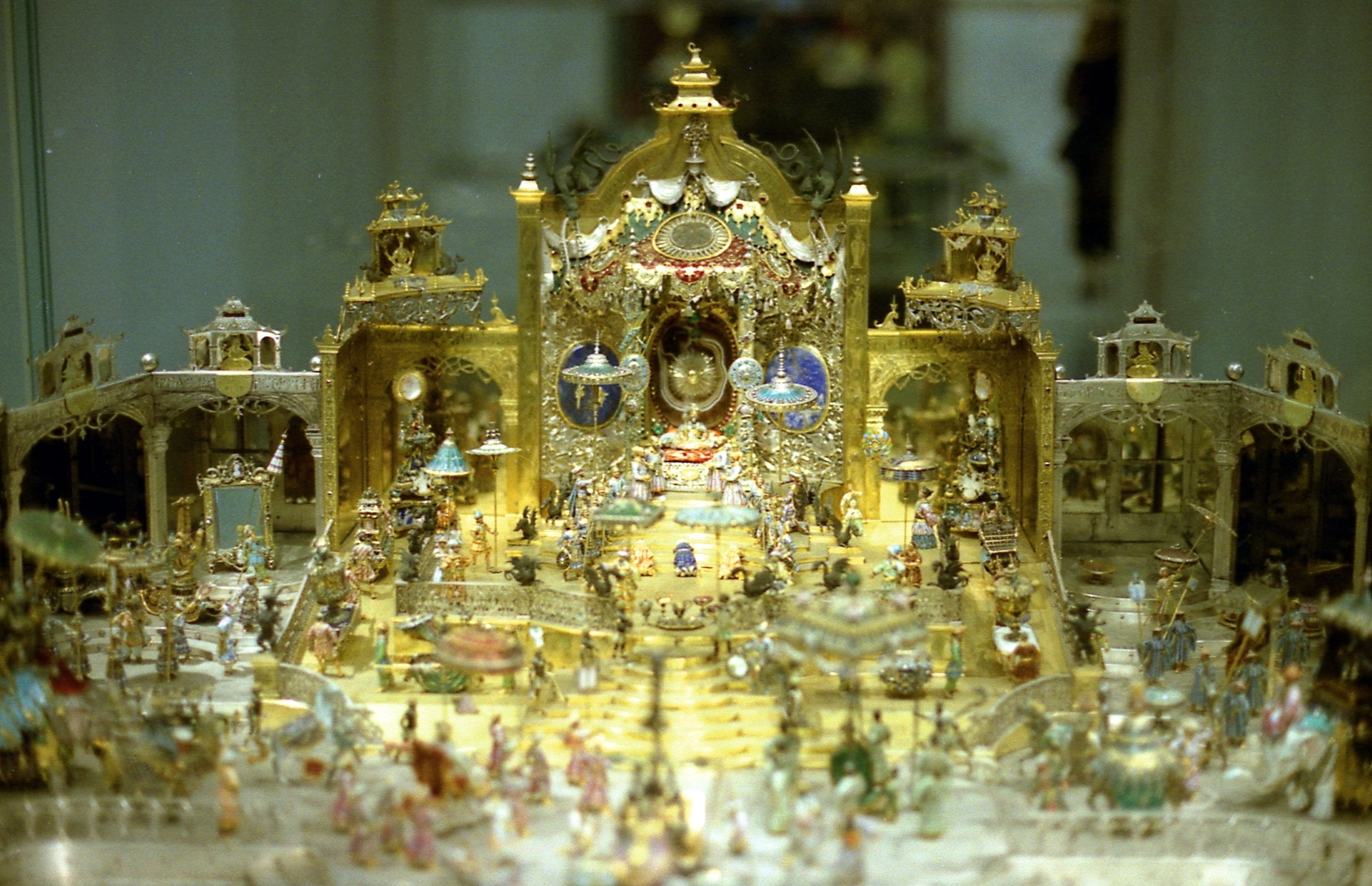
Таким увидел блестящий двор Аурангзеба в 1701 году придворный ювелир Августа Сильного, Динглингер

«Лалла-Рук» (Lalla-Rookh от перс. لاله رُخ‎ [lālaroḵ] — румяная; в пер. см. любимая, возлюбленная) — ориентальная романтическая повесть в стихах и прозе, сочинённая в 1817 году англо-ирландским поэтом Томасом Муром и вскоре снискавшая большой успех в континентальной Европе. Принадлежит к той же группе памятников романтического ориентализма, что и «Ватек» Бекфорда, «Кубла-хан» Колриджа, «Гяур» Байрона, восточные поэмы Пушкина.

## Сюжет
Произведение состоит из четырёх повествовательных поэм, объединённых рамочным рассказом в прозе. Прекрасная дочь Аурангзеба по имени Лалла-Рук (что в переводе с персидского значит «тюльпанные щёчки») обещана в жёны будущему царю Бактрии, однако сердце её принадлежит поэту Фераморсу. По вступлении в чертоги неведомого жениха Лалла-Рук лишается чувств. Очнувшись при звуке любимого голоса, царевна сознаёт, что владелец дворца — Фераморс: поэт и бактрийский царевич — это одно и то же лицо.
Основную часть поэмы составляют вплетённые в рамочную историю наподобие «Тысячи и одной ночи» четыре песни Фераморса — «Покровенный пророк Хорасана» (речь идёт об Аль-Муканне), «Рай и пери» (положена на музыку Робертом Шуманом), «Обожатели огня» и «Свет гарема».

## Адаптации
Помимо Шумана, к сюжету «Лалла-Рук» не раз обращались и другие композиторы. Первым из них был Ч. Э. Хорн, через год после публикации поэмы написавший оперу на её сюжет. В 1850 году появилась опера Э. Соболевского «Хорасанский пророк», в 1862 году ещё две — «Фераморс» Антона Рубинштейна и «Лалла-Рук» Фелисьена Давида.
Кроме того, ещё в 1821 году Гаспаре Спонтини написал музыку для театрализованного представления в Берлинском замке, где Фераморса изображал будущий Николай I, а Лаллу-Рук — его жена, Шарлотта Прусская (в православии Александра Фёдоровна). Мавританские декорации и «живые картины» для представления придумал Карл Шинкель. На представлении присутствовал В. А. Жуковский, прибывший в Берлин в свите великокняжеской четы в качестве преподавателя русского языка для Александры Фёдоровны. Жуковский вспоминал спектакль как «несравненный праздник», которому придала очарование великая княгиня, пронесённая в процессии на паланкине. За будущей императрицей с тех пор закрепилось светское прозвище Лаллы-Рук. Представление было увековечено в фарфоровом гарнитуре, выполненном на королевской мануфактуре по рисункам Шинкеля в экзотической стилистике, навеянной темами «Лаллы-Рук». Памятный гарнитур из трех персидских ваз и 20 тарелок был преподнесён великокняжеской чете и до поступления в эрмитажное собрание хранился в Аничковом дворце. Подробное описание представления содержится в альбоме Lallah Roukh, divertissement mêlé de chants et de danses , который был напечатан в Берлине в 1822 году.

## Переводы
Источником русских переводов поэмы служило её прозаическое переложение на французский, выполненное в 1820 году Амедеем Пишо. В том же году В. А. Жуковский, обучавший Александру русскому языку, перевёл отрывок из «Лаллы Рук» под названием «Пери и ангел».
Зимой 1821 г. он посвятил Александре другой отрывок из произведения Мура («Милый сон, души пленитель…»). Из этого стихотворения А. С. Пушкин позаимствовал ставшую крылатой строчку «гений чистой красоты».
Первый перевод «Обожателей огня» (1821) принадлежит перу Н. А. Бестужева. В «Сыне отечества» за 1827 год появилось вольное прозаическое переложение «Света гарема» (предположительный автор — О. М. Сомов). В 1830 г. появился полный анонимный перевод «Лаллы-Рук», в котором поэма предстала, по замечанию рецензента, «общипанной, сокращённой… в виде маленьких страничек плохой прозы».

## «Лалла Рук» и «Евгений Онегин»

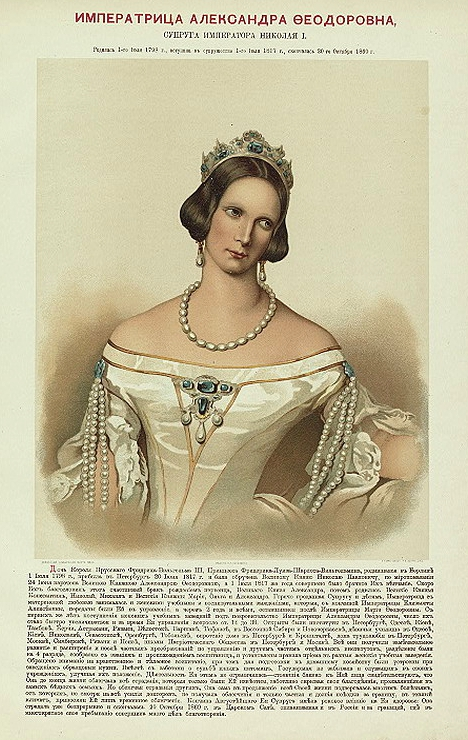
Лаллой Рук придворные называли императрицу Александру Фёдоровну

Пушкин изъял из последней главы «Евгения Онегина» одну из лучших, по мнению В. В. Набокова, его строф, которая начиналась словами:

И в зале яркой и богатой

Когда в умолкший, тесный круг

Подобна лилии крылатой,

Колеблясь входит Лалла-Рук

И над поникшею толпою

Сияет царственной главою

И тихо вьётся и скользит

Звезда-Харита меж Харит

И взор смущённых поколений

Стремится ревностью горя

То на неё, то на царя…

Кроме того, через посредство французского перевода «Лаллы-Рук», как установил Б. В. Томашевский, Пушкин познакомился с речевой формулой Саади, превращённой им в ставшую крылатой строку «Иных уж нет, а те далече» (ранее этот же оборот Саади был использован Пушкиным и в «Бахчисарайском фонтане»).
При этом Пушкин, как и Набоков, был невысокого мнения о художественных достоинствах поэмы. Он пишет 2 января 1822 года из Кишинёва князю Вяземскому:
«Жуковский меня бесит — что ему понравилось в этом Муре? чопорном подражателе безобразному восточному воображению? Вся „Лалла-рук“ не стоит десяти строчек „Тристрама Шанди“».